# Nežilovite
La nežilovite (simbolo IMA: Než) è un rarissimo minerale del gruppo della magnetoplumbite all'interno del quale viene collocato nel sottogruppo della magnetoplumbite; appartiene alla famiglia minerale degli "ossidi e idrossidi" e possiede composizione chimica Pb[Mn4+2Fe3+7AlZn2]O19.

## Etimologia e storia
La nežilovite prende il nome dalla sua località tipo, a 15 km da Nežilovo, nel comune di Veles in Macedonia del Nord.

## Classificazione
La classica nona edizione della sistematica dei minerali di Strunz, aggiornata dall'Associazione Mineralogica Internazionale (IMA) fino al 2009, elenca la nežilovite nella classe "4. Ossidi (idrossidi, V[5,6] vanadati, arseniti, antimoniti, bismutiti, solfiti, seleniti, telluriti, iodati)" e nella sottoclasse "4.C Metallo:Ossigeno = 2:3, 3:5 e simili"; questa viene più finemente suddivisa in base alla dimensione dei cationi coinvolti, in modo da trovare la nežilovite nella sezione "4.CC Con cationi di media e grande dimensione" dove insieme a barioferrite, batiferrite, diaoyudaoite, haggertyite, hawthorneite, hibonite, hibonite-(Fe), lindqvistite, magnetoplumbite, plumboferrite e yimengite forma il sistema nº 4.CC.45.
Questa classificazione viene mantenuta anche nella successiva edizione, proseguita dal database "mindat.org" e chiamata Classificazione Strunz-mindat nella quale, oltre ai minerali già citati, vengono elencati anche i minerali mizraite-(Ce), kangite e chihuahuaite.
Nella Sistematica dei lapis (Lapis-Systematik) di Stefan Weiß la nežilovite si trova nella classe degli "ossidi" e nella sottoclasse degli "ossidi con rapporto metallo:ossigeno = 2:3 (M2O3 e composti correlati)"; qui il minerale è nel "gruppo della magnetoplumbite" dove forma il sistema nº IV/C.08 insieme a barioferrite, bartelkeite, batiferrite, chihuahuaite, diaoyudaoite, haggertyite, hawthorneite, hibonite, lindqvistite, magnetoplumbite, otjisumeite, plumboferrite, yimengite e zenzénite.
Anche la classificazione dei minerali secondo Dana, usata principalmente nel mondo anglosassone, elenca la nežilovite nella famiglia degli "ossidi e idrossidi"; qui è nella classe degli "ossidi multipli" e nella sottoclasse degli "ossidi multipli con gruppi O19"; qui si trova nella sezione denominata "(Esagonale, P63/mmc), fortemente magnetico" insieme a magnetoplumbite, haggertyite e batiferrite.

## Abito cristallino
La nežilovite cristallizza nel sistema esagonale nel gruppo spaziale P63/mmc (gruppo nº 194) con i parametri reticolari a = 5,849(1) Å e c = 22,809(2) Å, oltre ad avere 2 unità di formula per cella unitaria.

## Origine e giacitura
La nežilovite è stata trovata nel marmo dolomitico rosato di un complesso metamorfico precambriano di scisti e marmi.
Il minerale è rarissimo ed è stato trovato solo nella sua località tipo, la collina "Kalugeri" presso Nežilovo non lontano da Čaška (nella Macedonia del Nord).

## Forma in cui si presenta in natura
La nežilovite è opaca, con lucentezza metallica; il colore è nero e il colore del suo striscio è marrone scuro o quasi nero.